# Aldington, Worcestershire
Aldington är en ort och civil parish i Storbritannien.   Den ligger i grevskapet Worcestershire och riksdelen England, i den södra delen av landet, 140 km nordväst om huvudstaden London.